# Horisme ustiplaga
Horisme ustiplaga là một loài bướm đêm trong họ Geometridae.